# كل أسبوعين (زمن)
كل أسبوعين أو نصف شهري (بالإنجليزية: Biweekly) يشير إلى حدث يحدث مرة كل أسبوعين، أي نصف شهري، وبذلك مرتين في الشهر.

## غموض المصطلح في الإنكليزية
المصطلح الإنكليزي (بالإنجليزية: Biweekly) يعني كل أسبوعين أو مرتين في الإسبوع، هذا يسبب الغموض عند استخدام المصطلح. ففي المملكة المتحدة وأيرلندا وأستراليا ونيوزيلندا، يقتصر مصطلح (Biweekly) بشكل عام على معنى واحد، أي مرتين في الأسبوع، ويُستخدم مصطلح Fortnight عند الإشارة إلى شيء يحدث مرة كل أسبوعين. أما في الولايات المتحدة فتعني Biweekly إصدار المجلات كل أسبوعين ومصطلح bimonthly يعني إصدار المجلات كل شهرين. كما تستخدم هذه الوحدة الزمنية في دفع رواتب الموظفين، حيث تحدد بعد الوظائف الدفع كل أسبوعين مرة (أي مرتين شهرياً).